# 회색머리작은비둘기
회색머리작은비둘기(Leptotila plumbeiceps)는 아메리카의 대형 열대 비둘기이다. 멕시코 동부에서 파나마 서부까지 서식하는 텃새이다. 이 새는 남아메리카의 회색이마비둘기(L. rufaxilla), 그레나다의 그레나다비둘기(L. wellsi)와 동일한 종으로 간주된다.

## 생태
회색머리작은비둘기는 열대숲의 하층대, 오래된 이층림, 우거진 관목숲 지대와 카카오 농장에 서식하며, 나뭇가지로 된 둥지를 짓고 흰 알을 2개 낳는다. 알이 부화하기까지 약 14일이 걸리며, 새끼는 제 힘으로 날기까지 15일이 더 걸린다.

## 특징
회색머리작은비둘기는 길이가 25cm, 체중은 155g 정도 된다. 성체는 회색 볏과 목에 희미한 보랏빛, 희끄무레한 이마와 목을 가졌다. 상체는 올리브빛이 나는 갈색, 하체는 연분홍 빛 흰색을 띈다.꽁지는 대체로 끄트머리가 하얗고 부리는 검은색,다리는 붉은 색이다. 어린 새끼는 머리에 회색 빛이 성체에 비해 덜하며, 등의 깃털 끝이 황갈색이다.

## 활동
회색머리작은비둘기는 보통 홀로 아니면 쌍으로 활동하며 지상의 과일, 씨앗, 모래알을 찾아 배를 채운다. 대부분의 비둘기처럼 날개를 일정한 박자에 맞춰 달각거리며 빠르고 곧게 난다.